# Kutry patrolowe projektu 90
Kutry patrolowe projektu 90 (w kodzie NATO: Wisloka) – seria dwunastu polskich kutrów patrolowych, wprowadzonych do służby w Wojskach Ochrony Pogranicza (WOP) w latach 1973–1977. Po rozwiązaniu WOP w 1991 roku, wszystkie okręty skierowano do nowo powstałego Morskiego Oddziału Straży Granicznej (MOSG). Ostatnie dwie jednostki wycofano z eksploatacji w 2013 roku. Wszystkie kutry powstały w Gdańskiej Stoczni Wisła.

## Historia
Kutry patrolowe projektu 90 powstały z początkiem pierwszej połowy lat 70. XX wieku, w celu zastąpienia przestarzałych kutrów projektu 361. Podjęto decyzję, by opracować dwa typu jednostek, które różniły się od siebie wielkością oraz możliwościami. W wyniku prowadzonych prac stworzono w Biurze Projektowo-Technologicznym Morskich Stoczni Remontowych PROREM w Gdańsku, lżejszy projektu kutrów, które oznaczono właśnie jako jednostki projektu 90, zaś w CKBO-2 opracowano większe jednostki projektu 918. Budowę kutrów projektu 90 powierzono Stoczni Wisła.
Pierwszą jednostkę projektu 90 wprowadzono do służby w WOP 20 października 1973 roku, jako KP-141. Ostatnią jednostkę – KP-152 wprowadzono do linii 5 sierpnia 1976 roku. Łącznie wybudowano 12 okrętów o numerach od KP-141 do KP-152, które służyły po 6 w Kaszubskim Dywizjonie Okrętów Pogranicza oraz Pomorskim Dywizjonie Okrętów Pogranicza. W czerwcu 1975 roku trzy okręty projektu 90 uczestniczyły w ćwiczeniach o kryptonimie Posejdon-75. 18 czerwca 1991 roku, po rozwiązaniu Wojsk Ochrony Pogranicza, kutry przekazano do nowo powstałej Straży Granicznej, gdzie zasiliły struktury MOSG. Podczas ich eksploatacji w siłach Morskiego Oddziału Straży Granicznej, zmieniono im nazwy z „KP” na „SG”, zachowując ich dotychczasowe numery burtowe. Ostatnie dwie jednostki – SG-144 i SG-150 wycofano z eksploatacji 4 października 2013 roku.
Kuter SG-152 został sprzedany w ręce cywilne w 2009 roku po wycofaniu z eksploatacji. Po remoncie jednostka została przebudowana na cywilny statek wycieczkowy, oferujący wyprawy dla płetwonurków.

## Konstrukcja
Kutry patrolowe projektu 90 były to małe jednostki patrolowe zdolne do prowadzenia działań w rejonach zatok. Były to jednostki o długości wynoszącej 21,22 m, szerokości 4,46 m i zanurzeniu 1,2 m. Wyporność kutrów wynosiła 41,8 t. Jednostki napędzano za pośrednictwem dwóch czterosuwowych, 12-cylindrowych silników wysokoprężnych Wola 28H12A o mocy 503 KM każdy, napędzające za pośrednictwem swoich własnych wałów dwie śruby napędowe. Energię elektryczną na jednostkach zapewniał zespół prądotwórczy X322 MEz-EL generujący moc 25 kVA. Tak skonfigurowana siłownia okrętowa pozwalała osiągnąć kutrom projektu 90 maksymalną prędkość wynosząca 19,7 węzła.
Maksymalny zasięg jednostek wynosił 500 Mm, zaś autonomiczność to pięć dób. Zapas paliwa zabieranego przez kutry wynosił 2,42 t, zaś wody słodkiej 1,1 t. Załoga jednostek liczyła 6 osób, jednak miały one przewidziane miejsce dla zaokrętowanych dodatkowo 3 osób. Okręty te wyposażone były w radar nawigacyjny SRN. Na uzbrojenie jednostek składały się dwa stanowiska dwulufowych wielkokalibrowych karabinów maszynowych kalibru 12,7 mm typu 2M-1.